# Fokker C.XIV
Il Fokker C.XIV-W era un idrovolante monomotore biplano multiruolo sviluppato dall'azienda aeronautica olandese Fokker nella seconda metà degli anni trenta del XX secolo.

## Storia del progetto
Nel corso del 1937 il servizio aereo della marina reale olandese emise un requisito per la sostituzione degli idrovolanti da addestramento e ricognizione Fokker C.VII-W allora in servizio. La ditta Fokker propose un nuovo velivolo, designato C.XIV-W, equipaggiato con un propulsore radiale Wright R-975E3 Whirlwind erogante la potenza di 450 CV. Lo sviluppo procedette rapidamente, e il prototipo volò per la prima volta nel dicembre 1937. Visto il successo dei collaudi nei primi mesi del 1938 la marina emise un contratto per la produzione di 11 velivoli destinati ad operare come aerei da addestramento in Olanda, cui seguì un secondo ordine per la produzione di tre aerei, ed un terzo, per dieci esemplari, destinati a prestare servizio nel Mare del Nord come ricognitori marittimi. Tutti i 24 esemplari (matricole F-1/F-24) furono consegnati alla marina entro il 6 dicembre 1939.

## Tecnica
Il Fokker C.XIV era un idrovolante con galleggianti a scarponi biplano, di costruzione mista in legno e metallo. La configurazione alare era biplana, con le ali dritte e di uguale apertura, rivestite in compensato e tela. Le due ali erano collegate tra loro con quattro coppie di montanti, rinforzati da cavi d'acciaio, la superiore montata alta a parasole e l'inferiore bassa sulla fusoliera. Gli alettoni erano installati solo sull'ala superiore. La fusoliera, posizionata a livello dell'ala inferiore, era costruita in tubi d'acciaio e rivestita in tela. L'impennaggio di coda era del tipo classico monoderiva, dotato di piani orizzontali controventati.
L'aereo era biposto dotato di una cabina di pilotaggio ad abitacoli aperti, posti in tandem, e destinati al pilota e all'osservatore/mitragliere. Quello anteriore era fornito di parabrezza.
La propulsione era affidata ad un motore Wright R-975E-3, a 9 cilindri radiali raffreddati ad aria, erogante la potenza di 450 CV azionante un'elica bipala lignea. Il propulsore era completamente rivestito da una cappottatura NACA. L'armamento difensivo si basava su due mitragliatrici FN-Browning calibro 7,9 mm di cui una fissa anteriore, sparante attraverso il disco dell'elica e dotata di sistema di sincronizzazione, e una brandeggiabile posteriormente dall'osservatore.

## Impiego operativo

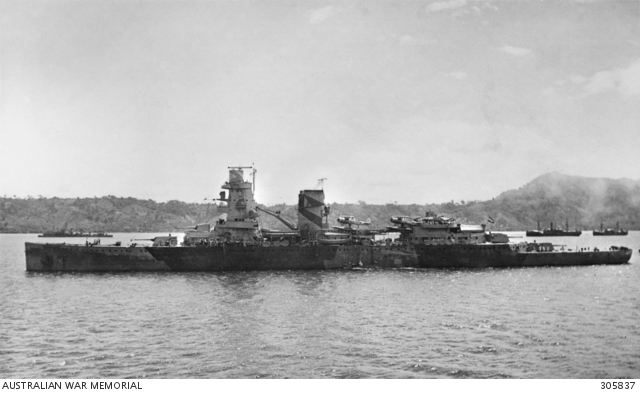
L'incrociatore leggero De Ruyter appartenente alla flotta delle Indie Orientali. Notare sulla sovrastruttura a centronave i due idrovolanti da ricognizione Fokker C.XIV-W lanciabili da catapulta.

L'inizio dell'attacco tedesco, il 10 maggio 1940, colse di sorpresa l'aviazione della marina olandese. Dei 24 esemplari in servizio, schierati a De Mok (Texel), Veere (Zelanda) e Alkmaardermeer (un lago vicino ad Alkmaar) ben tredici esemplari furono distrutti dagli attacchi della Luftwaffe. I rimanenti 11 furono trasferiti in Francia da dove, per il peggiorare della situazione bellica, furono portati in Gran Bretagna venendo integrati nel No.320 e No.321 Squadron del Royal Air Force Coastal Command e basati in Scozia. Dieci aerei vennero poi mandati nelle Indie orientali olandesi mentre uno rimase in Gran Bretagna presso il No.320 Squadron per essere utilizzato come traino bersaglio.
In colonia gli aerei furono assegnati alla base navale di Morokrembangan, nei pressi di Surabaya, andando ad equipaggiare i Groepvliegtuing (GTV) 13 e 14 e venendo imbarcati sulle unità della flotta come gli incrociatori leggeri Hr. Ms. De Ruyter e Java. Durante l'impiego emersero vari problemi legati al particolare clima umido della regione e alla mancanza di pezzi di ricambio. Con l'attacco giapponese del marzo 1942 tutti gli aerei andarono perduti, la maggior parte sulla base navale di Morokrembangan.

## Utilizzatori
Paesi Bassi
- Marine Luchtvaartdienst

### Annotazioni
1. ↑  Su questi velivoli dovevano addestrarsi anche i piloti destinati a prestare servizio nelle Indie Olandesi.
2. ↑  Dei 10 aerei di stanza a De Mok, cinque andarono persi l'11 maggio, quattro il giorno successivo e uno il giorno 14. Si trattava degli esemplari matricole F-1, F-2, F-4, F-8, F-9, F-10, F-11, F-12, F-14, F-19.
3. ↑  Dei quattro aerei che si trovavano a Veere, due furono distrutti (esemplari F-21, F-24), uno sabotato (F-20) e uno evacuato in Francia.
4. ↑  Tutti i dieci aerei di base a Alkmaardermeer furono trasferiti dapprima in Francia e poi in Gran bretagna.
5. ↑  Si trattava degli esemplari F-3, F-5, F-6, F-7, F-13, F-15, F-16, F-17, F-18, F-22, F-24.
6. ↑  Insieme ad 8 idrovolanti da bombardamento Fokker T.VIII-W.

### Fonti
1. 1 2 3 4  Womack 2015, p. 68.
2. 1 2 3 4 5 6  Уголок неба.